# Масковая савка
Масковая савка (Nomonyx dominicus) — единственный вид рода Nomonyx, относящегося к подсемейству Oxyurinae семейства Утиных. Несмотря на значительное сходство в строении с Oxyura (иногда относят к этому роду), является самостоятельным родом, менее специализированным, особенно в строении клюва и приспособлений для ныряния.

## Общая характеристика
Мелкая утка — длина 30—35 см, масса 300—450 г. У взрослых самцов в период размножения лоб, темя, бока головы и щёки чёрные, подбородок обычно белый, затылок, шея и верхняя часть груди ржаво-коричневые. Спина, плечевые и бока — ржаво-коричневые с чёрными отметинами в центре пера. Нижняя часть груди, живот подхвостье тёмно-коричневые с чёрно-белыми отметинами, хвост черноватый. Верхняя сторона крыла, главным образом, тёмно-коричневая, за исключением внешних восьмого и девятого второстепенных маховых (белые с тёмно-коричневыми концами) и прилегающих к ним больших и средних кроющих белого цвета. Радужная оболочка коричневая; клюв — кобальтово-синий с чёрным хребтом и ноготком; ноги тёмно-коричневые или чёрные на внутренней стороне, на внешней — коричневые с чёрными прожилками.
Самки имеют тёмно-коричневое темя и полосы аналогичной окраски через глаз и от горла к уху, с беловатой окраской между этими полосами, на подбородке и горле. Шея светло-коричневая, с более тёмным коричневым рисунком; грудь и бока — темновато-коричневые с более тёмными пестринами и беловатыми концами перьев; верхняя сторона — чёрно-бурые с сероватыми окончаниями перьев; живот желтовато-серебристо-белый. Хвост и надхвостье — чёрно-бурые; подхвостье жёлто-бурое; верхняя сторона крыла тёмно-коричневая, за исключением средних второстепенных маховых с белыми основаниями, и прилегающих к ним больших и нескольких средних кроющих белого цвета. Радужная оболочка коричневая, со светло-голубым кольцом вокруг, клюв коричневый с чёрным кончиком, ноги как у самца.
Самцы в послебрачном наряде (зима) очень похожи на самку и отличаются лишь большим развитием белого на кроющих крыла и менее выраженными полосами на голове. Молодые птицы окрашены сходно с самками, но на нижней части тела пятнистость выражена сильнее.

## Распространение
Гнездится в прибрежных районах Техаса (редко), в Мексике (локально), Центральной Америке, Вест-Индии, в равнинной части Южной Америки от Колумбии до северной Аргентины. Численность может достигать 500 000 особей, но из-за скрытного образа жизни точно не установлена. На большей части ареала обитает в тропических и субтропических болотах, а также в затопленных густых зарослях водных растений с обширными площадями плавающих растений (кувшинки, водяной гиацинт). Реже отмечается на мангровых болотах.

## Образ жизни
Ведут очень скрытный образ жизни, встречается поодиночке, парами или небольшими группами до 10 особей. По-видимому, являются оседлыми. Образ жизни изучен слабо.

## Питание
Питаются преимущественно семенами водных растений, возможно, могут кормиться и на суше (в желудках отмечали семена наземных растений).

## Размножение
Изучено слабо. В Аргентине кладки отмечались осенью на рисовых полях, на Кубе — также в зарослях риса, а в Панаме — в камышах. Вероятно, развит внутривидовой гнездовой паразитизм (на Кубе количество яиц в гнезде составляло 8—16), так что размер кладки 4—8 яиц больше соответствует действительности. Размеры яиц — 54 × 41 мм, масса около 50 г. Насиживание длится около 28 дней. Самец не принимает участия в заботе о потомстве.

## Охрана
Редкой птицей в пределах ареала является только в США и, отчасти, в Мексике. Специальных мер охраны не требуется.